# Bombina microdeladigitora
Espèce
Synonymes
- Bombina fortinuptialis Tian & Wu in Liu, Hu, Tian & Wu, 1978
- Bombina lichuanensis Ye & Fei, 1993

Bombina microdeladigitora  est une espèce d'amphibiens de la famille des Bombinatoridae.

## Répartition
Cette espèce se rencontre :
- en Chine au Yunnan, au Hubei à Lichuan, dans l'Est du Guangxi et au Sichuan dans le xian autonome yi de Mabian ;
- au Viêt Nam dans les provinces de Lao Cai, de Lai Châu et de Hà Giang ;
- dans l'extrême Est de la Birmanie.

Sa présence au Laos est incertaine.

## Publication originale
- Liu, Hu & Yang, 1960 : Amphibia of Yunnan collected in 1958. Acta Zoologica Sinica, vol. 12, p. 171-174 (texte intégral).